# Krumkake
Il krumkake o krumkaka è una dolce a base di farina, uova, burro e zucchero tradizionale della Norvegia.

## Preparazione
Amalgamare burro e zucchero in una scodella. Quando il composto diventa cremoso, aggiungervi le uova, il latte, la farina e la vaniglia. Far cuocere un cucchiaino di impasto in entrambi i lati in una bistecchiera. Rimuovere la cialda e arrotolarla a mo' di cono. Ripetere il processo con il resto dell'impasto.